# Lasioglossum lustricolle
Lasioglossum lustricolle är en biart som först beskrevs av Jesus Santiago Moure och Hurd 1987.  Lasioglossum lustricolle ingår i släktet smalbin, och familjen vägbin. Inga underarter finns listade i Catalogue of Life.